# Elsa De Giorgi

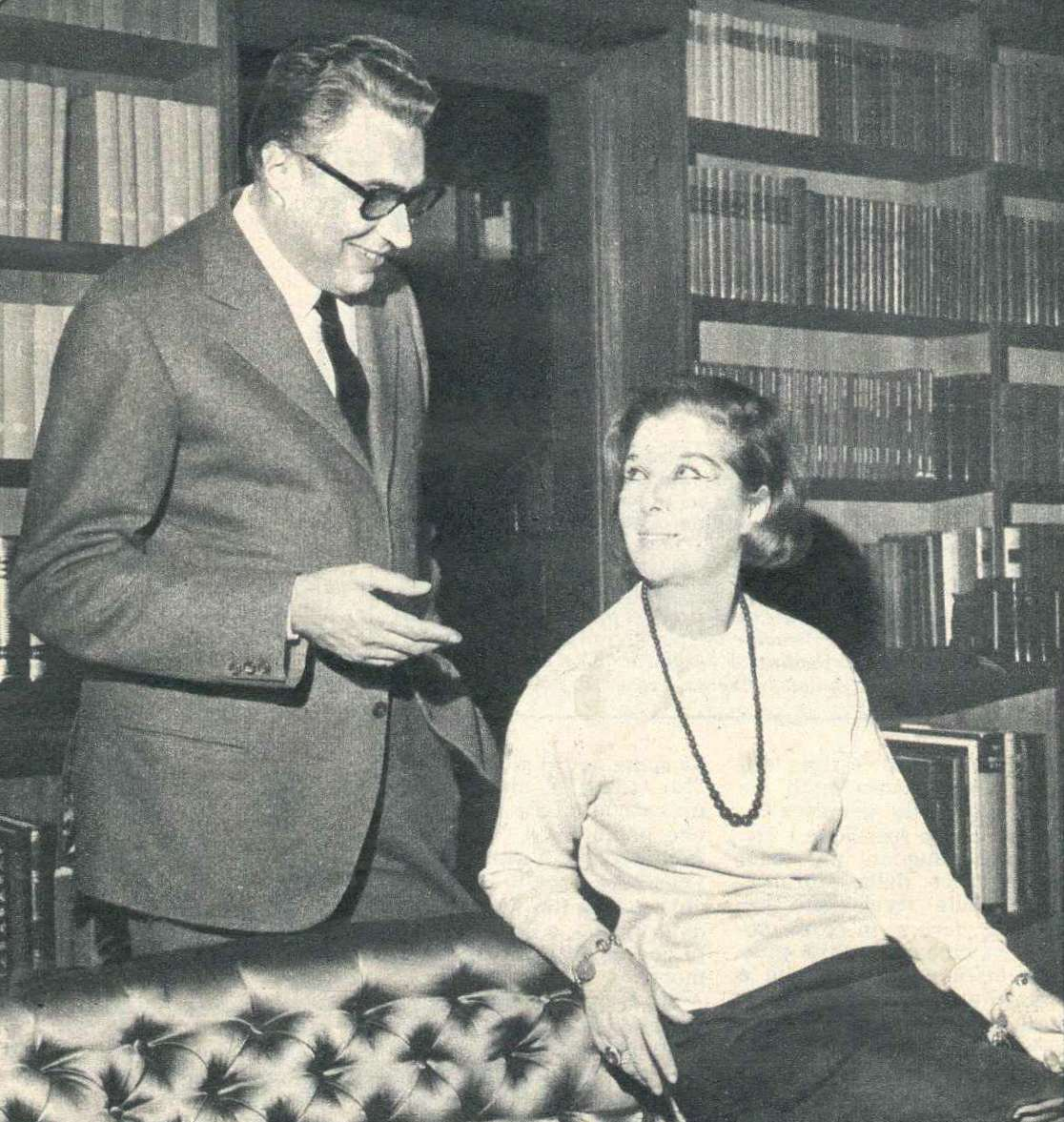
Elsa De Giorgi mit dem Autor Luigi Silori (1959)

Elsa De Giorgi (eigentlich Elsa Giorgi Alberti; * 26. Januar 1914 in Pesaro; † 12. September 1997 in Rom) war eine italienische Schauspielerin, Schriftstellerin und Filmregisseurin.

## Leben
De Giorgi spielte in den 1930er und 1940er Jahren in einigen Filmen die junge, sensible, romantische Geliebte. Da die nicht sehr große, hübsche blonde Frau auf diesen Rollentypus festgelegt wurde, widmete sie sich in erster Linie ihren Theaterrollen, wo sie in zahlreichen Klassikern Erfolge feierte. Durch die persönliche Freundschaft mit Pier Paolo Pasolini fand sie Mitte der 1970er Jahre wieder den Weg zurück auf die Leinwand und führte bei zwei erfolglosen Filmen Regie. 1992 spielte sie eine letzte Leinwandrolle neben Alberto Sordi.
Ab Mitte der 1950er Jahre widmete sich De Giorgi der Schriftstellerei und veröffentlichte regelmäßig; eine besondere Beziehung verband sie mit dem Schriftsteller Italo Calvino, die in beider Werk Eingang fand.

## Filmografie (Auswahl)

### Schauspielerin
- 1933: T'amerò sempre
- 1939: Tat ohne Zeugen (Il fornaretto di Venezia)
- 1975: Die 120 Tage von Sodom (Salò o le 120 giornate di Sodoma)
- 1992: Assolto per aver commesso il fatto

### Regisseurin
- 1975: Sangue più sangue = Logos passione (auch Drehbuch und Darstellerin)
- 1976: Le cortigiana